# 弁天島 (鶴岡市)

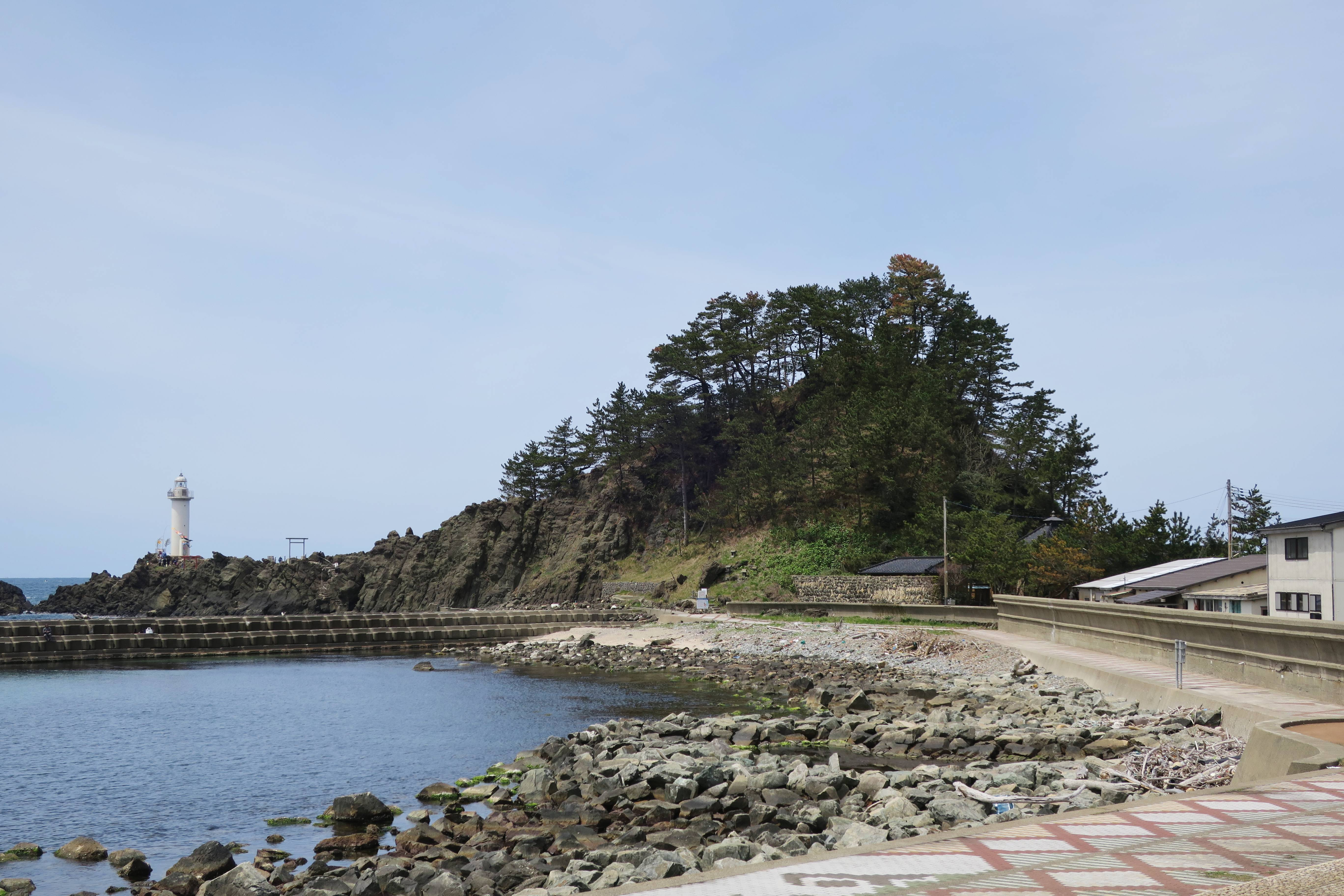
マリンパークねずがせきより望む弁天島

弁天島（べんてんじま）は、山形県鶴岡市鼠ヶ関に存在する岬である。

## 概要
現在は陸続きの岬であるが、かつては離島であったとも言われている。
鎌倉時代に、源義経が兄の源頼朝に追われて、奥羽に逃れる際に上陸した地として有名であり、義経や従者・武蔵坊弁慶のファンなどの観光客が多く訪れる。
島内には、厳島神社と、金刀毘羅様を奉った祠がある。
大正14年（1925年）4月1日には、酒田海上保安部が管理する、航路標識の鼠ヶ関灯台が設置された。

## 所在地
- 緯度経度：北緯38度33分20秒 東経139度32分40秒 / 北緯38.55556度 東経139.54444度座標: 北緯38度33分20秒 東経139度32分40秒 / 北緯38.55556度 東経139.54444度
- 郵便番号：999-7126
- 所在住所：山形県鶴岡市鼠ヶ関字興屋

## 施設・名所

### 鼠ヶ関灯台
2016年、恋する灯台に認定された。

## アクセス
- JR羽越本線 鼠ケ関駅より徒歩約10分。

## 周辺
- 近世念珠関址
- 念珠の松庭園
- マリンパークねずがせき
- 鼠ヶ関港
- 鼠ヶ関マリーナ